# La Providencia, Cuetzalan del Progreso
La Providencia är en ort i Mexiko.   Den ligger i kommunen Cuetzalan del Progreso och delstaten Puebla, i den sydöstra delen av landet, 180 km öster om huvudstaden Mexico City. La Providencia ligger 881 meter över havet och antalet invånare är 237.
Terrängen runt La Providencia är bergig, och sluttar norrut. Runt La Providencia är det ganska tätbefolkat, med 179 invånare per kvadratkilometer. Närmaste större samhälle är Ciudad de Cuetzalan, 1,6 km söder om La Providencia. I omgivningarna runt La Providencia växer i huvudsak städsegrön lövskog.